# Штець Микола Миколайович
Мико́ла (Мікулаш) Микола́йович Штець  (14 березня 1932, с. Габура, Словаччина — 1 листопада 2019, м. Пряшів, Словаччина) — український мовознавець зі Східної Словаччини.

## Освіта
- 1952—1953 — Філософський факультет Карлового університету в Празі.
- 1953—1958 — Філологічний факультет Київського державного університету (українська мова — російська мова).
- 1964 — кандидат наук.
- 1969 — «малий» доктор філософії (PhDr.).
- 1970 — доцент.
- 1979 — професор.
- 1996 — доктор наук (DrSc.)

## Трудова діяльність
- 1951—1952 — Восьмирічна середня школа в с. Габура (заступник директора, учитель).
- 1958—1959 — асистент кафедри української мови та літератури Філологічного факультету Вищої педагогічної школи в Пряшеві.
- 1959—1968 — викладач кафедри української мови та літератури Філологічного факультету Університету П. Й. Шафарика (викладач, доцент, професор).
- 1968—1981 — завідувач кафедри.
- 1970—1976 — заступник декана.
- 1967—1990 — декан факультету.
- З 1976 р. — член міжнародної комісії мовних контактів при Міжнародному славістичному комітеті.
- З 1980 — член комісії із захисту кандидатських та докторських дисертації за спеціальністю «мовознавство конкретних мовних сімей — слов'янські мови»
- З 1994 — член Орфографічної комісії при Кабінеті міністрів України[2].

## Нагороди
- 1974 — Бронзова медаль Університету П. Й. Шафарика.
- 1979 — Срібна медаль Університету П. Й. Шафарика.
- 1982 — Золота медаль Університету П. Й. Шафарика.

## Праці
Микола Штець досліджував діалекти тa літературну мову русинів-українців Пряшівщини і їх контакти з сусідніми мовами тa діалектами. Oкрeмo вийшли праці: «Чому, коли і як? Основні відомості з життя українців ЧССР» (Пряшів-1967, Київ-1992, співавт.), "Літературна мова українців Закарпаття і Східної Словаччини (після 1918 року) (1969), «Літературна мoвa українців Чехословаччини» (1978), «K otázke „rusínskeho“ spisovného jazyka» (1992), «Rusíni či Ukrajinci» (1992), «Аналіз норм правопису т. зв. русинської мови» (1992, співавт.), «До сучасних проблем нашого культурно-національного життя» (1992, співавт.), «Українська мова в Словаччині» (Соціолінгвістичне та інтерлінгвістичне дослідження) (1996) тa бл. 100 ін. статей і досліджень.
Микола Штець вивчав місце і значення церковнослов'янської мови в східних слов'ян, в Карпатах, на території Словаччини, в тому числі в українській етнічній смузі. Результатом цих його інтересів був ряд монографій, серед них «Úvod do staroslovienčiny a cirkevnej slovančiny» (1994), «Staroslovienčina a cirkevná slovančina» (1997), «Cirkevná slovančina» (2005), «Cirkevná slovančina v 21. storočí» (2006). Уклав у співпраці з колективом двотомний Церковнослов'янсько-словацький словник (перший том 2009 р., другий — 2012 р.).
Авторитетний і визнаний в міжнародних колах мовознавець своїми роботами довів, що українці і русини — одна національна меншина і розділення її на два різні етноси наносить шкоду національному розвитку українців Словаччини.
Микола Штець працював в органах і організаціях Культурної Спілки Українських Трудящих та Союзу русинів-українців Словацької Республіки, організував наукове життя українців Словаччини, був заступником голови Наукового товариства Союзу русинів-українців Словацької Республіки.

## Родина
В січні 1956 р. одружися з студенткою університету українською громадянкою Людмилою Удовиченко. У грудні 1956 р. у родині Штеців народилася донька Ірина.